# Hängemodell
Hängemodelle sind an Schnüren oder Ketten kopfüber aufgehängte (überwiegend) architektonische Modelle. Mit ihnen können die Tragwerke von Gebäuden geplant werden. Bis zur Einführung von Computermodellen war dies eine verbreitete Methode, um z. B. Membrantragwerke zu modellieren.

## Prinzip
Bei der Konstruktion von großen Bauwerken ist es wichtig, dass das Tragwerk nur auf Druck belastet wird. Biegemomente sind zu vermeiden, da Bauwerke aus Stein diese nicht aufnehmen können. Ziel von entsprechenden statischen Planungen ist es somit, ein Modell zu konstruieren, das diesen Anforderungen entspricht.

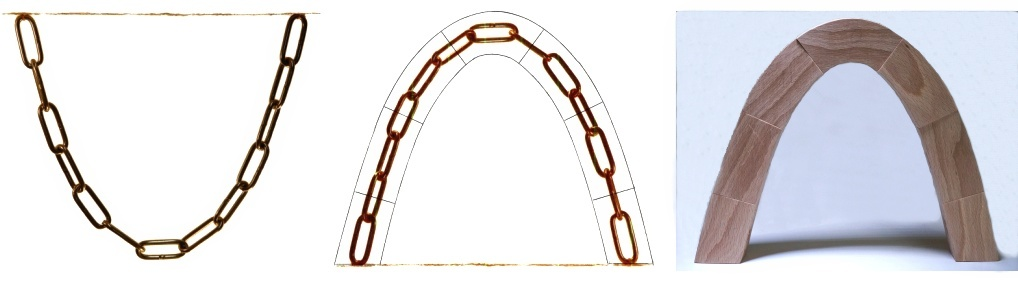
Bogen aus Holzbausteinen, Profil von einer hängenden Kette abgeleitet

Das Hängemodell beruht auf dem Prinzip der Umkehrung der  Kettenlinie (auch Katenoide genannt). Eine Kettenlinie nimmt eine stabile Form an, wenn nur Zugkräfte wirken, da eine Kette bzw. eine Schnur nicht biegestabil ist. Für ein Hängemodell wird das Tragwerk eines Modells aus Schnüren oder Ketten aufgebaut und kopfüber aufgehängt.  Weil die Schnüre biegeschlaff sind, kann in ihnen kein Biegemoment wirken. Die einzigen bei dem kopfüber hängenden Modell wirkenden Kräfte sind Zugkräfte. Das Modell unterscheidet sich vom späteren Bauwerk nur durch den Richtungssinn der Belastung. Die Zugbelastungen werden hier zu Druckbelastungen, aber das Tragwerk des Bauwerkes wird nicht auf Biegung beansprucht. Bei der Umkehrung des Modells werden die zugbeanspruchten Kettenlinien zu druckbeanspruchten Stützlinien.
Vom statischen Gesichtspunkt ist ein Bogen aus gleich breiten Steinen optimal geformt, wenn er eine Kettenlinie bildet. Entsprechend auf den Kopf gestellte Modelle ergeben eine Kettenlinie, die dann als Entwurf für einen rein druckbeanspruchten Bogen dienen können. Durch das Prinzip des Hängemodells können komplizierte Formen ohne aufwendige Berechnungen mit einem minimalen Materialeinsatz realisiert werden.

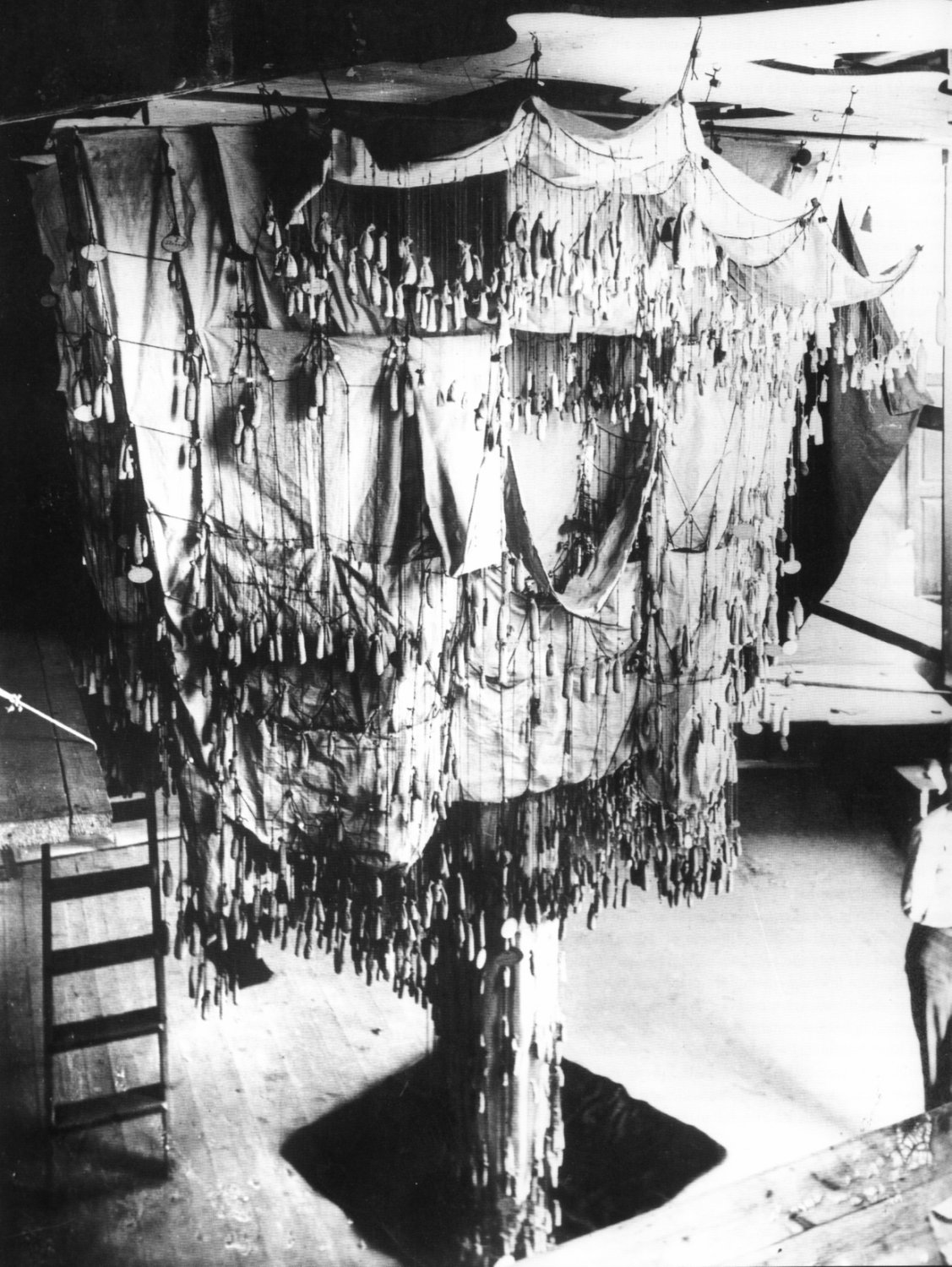
Hängemodell von Antoni Gaudí

Das Prinzip einer umgekehrten Kette wird häufig verwendet, um Flachziegelgewölbe mit Paraboloids zu konstruieren. 

## Geschichtliche Entwicklung
Das Prinzip ist seit etwa 1700 durch Zeichnungen belegt, geriet aber wieder in Vergessenheit.  Erst durch den katalanischen Architekten Antoni Gaudí wurde das Prinzip wiederentdeckt. Unklar ist, ob das Verfahren des Hängemodells zur Planung von gotischen Kathedralen im Mittelalter zum Einsatz kam.

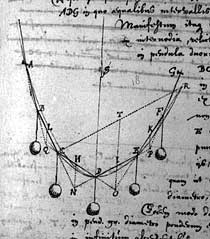
Zeichnung eines Hängemodells (Kettenlinie) von Christiaan Huygens

Schriftlich belegt ist, dass der italienische Mathematiker und Ingenieur Giovanni Poleni (1683–1761) Hängemodelle verwendete. Polini wurde 1743 von Papst Benedikt XIV. beauftragt, Schäden an der Kuppel des Petersdomes zu untersuchen. Hierzu baute er einfache Hängemodelle, die aus mit Gewichten belasteten Ketten bestanden. Auch der badische Baumeister Heinrich Hübsch (1795–1863) verwendete Hängemodelle, um die Gewölbe seiner Bauwerke zu planen. Er befestigte Schnüre an auf dem Kopf stehenden Schnittzeichnungen, um diese zu optimieren. Basierend auf diesem Prinzip baute er die Kirche St. Cyriakus in Bulach bei Karlsruhe (1834–1837).
Folgende Baumeister und Architekten wendeten das Prinzip der Hängemodelle an:
- Giovanni Poleni (1683–1761)
- Carl Anton Henschel (1780–1861)
- Heinrich Hübsch (1795–1863)
- Antoni Gaudí (1852–1926)
- Karl Mohrmann (1857–1927)
- Frei Otto (1925–2015) z. B. für die Multihalle Mannheim

### Anwendungen durch Antoni Gaudí

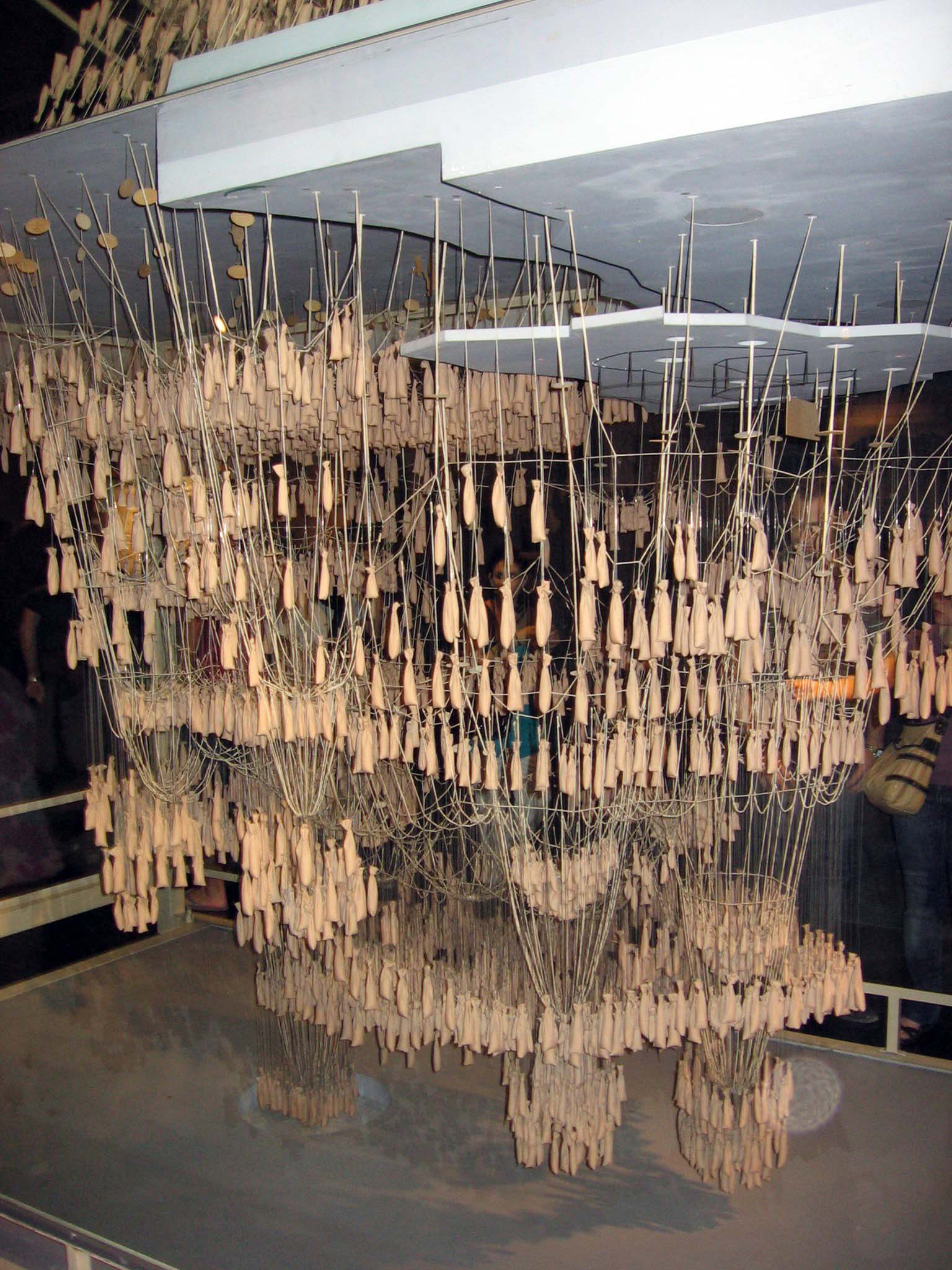
Hängemodell der Sagrada Família in Barcelona

Die Technik der Hängemodelle ist untrennbar mit dem katalanischen Architekten Antoni Gaudí verbunden. Er belebte diese alte Technik wieder, verfeinerte sie und setzte sie bei der Planung von vielen seiner Bauwerke ein.
Die intensive und wegbereitende Beschäftigung Gaudís mit Problemen der statischen Optimierung führte zur Anwendung eines Hängemodells beim Entwurf für die Kirche der Colonia Güell. Gaudi begann mit seinen Entwürfen für die Kirche der Colònia Güell ab 1898. Erst 1908 entstand ein Hängemodell in Maßstab 1:10 und im Gewichtsmaßtab 1:10.000. Das Hängemodell bestand aus Fäden, die mit schrotgefüllten Säcken in eine stabile Netzkonfiguration gezogen wurde. Die Wände bzw. die Kuppeln wurden in dem Modell durch parallele bzw. radiale Fäden dargestellt.
Die grundlegenden Techniken, die Gaudí dabei entwickelte, dienten ihm dazu diese beim Entwurf der Sagrada Família einzusetzen. Allerdings wich er dann später überwiegend auf grafische Methoden aus.